# Via del Crocifisso
Via del Crocifisso è una strada del centro storico di Firenze, che collega via Ghibellina a via de' Pandolfini.

## Storia
È così detta dalla presenza di un tabernacolo seicentesco posto presso l'angolo con via Ghibellina che conserva una pittura murale con un Crocifisso. Sono ugualmente attestate le precedenti denominazioni di via della Coda rimessa (perché di forma dritta, a a differenza della "via della Coda ritorta" ovvero via Matteo Palmieri), chiasso di Taldo (forse un diminutivo di Certaldo o un nome proprio) e di via delle Taverne. 

## Descrizione
Pur essendo la traversa di una via di notevole traffico veicolare, la strada si presterebbe ad essere tranquilla e, per la presenza di vari edifici rinnovati e restaurati, da segnalare come zona residenziale di notevole pregio. La pavimentazione è a lastrico.

### Edifici
| Immagine | N°  | Nome                                               | Descrizione |
| -------- | --- | -------------------------------------------------- | --- |
|          | 1   | Palazzina                                          | L'edificio, sviluppato su cinque piani per sette assi, non desterebbe particolare interesse in un diverso contesto e tuttavia, inserito in spazi dominati da costruzioni per lo più tre quattrocentesche, poi riadattate nel tempo ma sempre nel rispetto della tradizione rinascimentale, si distingue per gli elementi decorativi di spiccato stile floreale, a segnare in particolare il portone e le finestre, timbrati da belle protomi femminili e ingentiliti da elementi fitomorfi, come la casa in via Ghibellina 96. |
|          | 2   | Casa                                               | Si tratta di un edificio con il fronte ridisegnato nell'Ottocento, recentemente restaurato e sicuramente ben tenuto, organizzato su quattro piani per sei assi. È da segnalare per la presenza (come accade anche nel palazzo Stiattesi di via del Corno) di una finestra per bambini posta al di sotto del marcapiano, mentre la finestra per adulti si apre al di sopra: al tempo di Bargellini e Guarnieri i proprietari ne avevano fatto un vaso da fiori, oggi è stata tamponata, vicino a una più prosaica presa per l'aria. Vicino all'angolo con via Ghibellina è un affresco staccato con un Cristo crocifisso (la cui presenza motiva la titolazione della strada) di un ignoto pittore fiorentino della prima metà del Seicento. |
|          | 4   | Casa degli Aldobrandi                              | Dell'antica storia l'edificio conserva attualmente solo il disegno del portone, presentandosi il fronte nelle forme assunte nel corso di un rifacimento sette ottocentesco. |
|          | 6   | Casa di Santa Maria degli Angioli                  | Si tratta di uno degli edifici architettonicamente più modesti della via, comunque segnato al centro del fronte da un pietrino attualmente illeggibile ma che il repertorio di Bargellini e Guarnieri ancora registra come riferibile al monastero di Santa Maria degli Angioli, a segnalarne una delle antiche proprietà. |
|          | 3   | Casa della Commenda de' Palmerini di Santo Stefano | L'edificio determina uno sprone con via de' Pandolfini, estendendosi su via del Crocifisso per cinque piani su tre assi, con bucature oltremodo distanziate che determinano una netta prevalenza delle superfici intonacate sui vuoti. Il repertorio di Bargellini e Guarnieri segnala "sull'arco della porta un piccolo stemma di pietra con la croce dell'ordine di Santo Stefano". |
|          | 14r | Casa Bozzolini                                     | Delle origini la casa non conserva che la porta d'ingresso su via dei Pandolfini 15, con bozze di pietra, ampiamente integrate a malta in occasione di un intervento ottocentesco che ne ha ridisegnato i fronti. Si segnala inoltre come l'edificio rechi sulla facciata una memoria a segnare il luogo dove fu ucciso dai nazifascisti, il 13 febbraio 1944, il comandante partigiano Alessandro Sinigaglia e un'antica insegna in marmo. Sulla cantonata con via del Crocifisso è una rotella con un destrocherio. |

### Tabernacoli

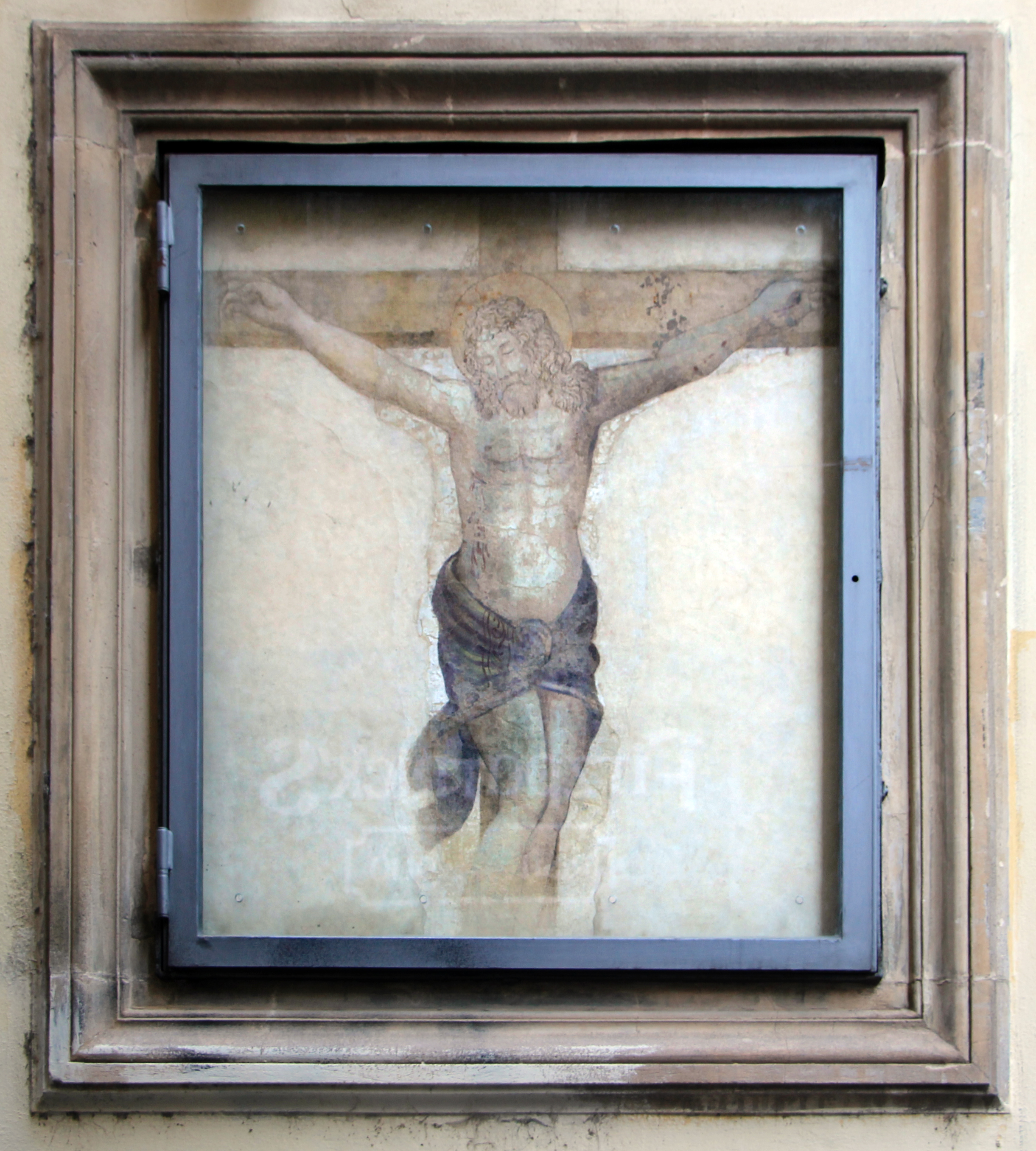
Il tabernacolo di via del Crocifisso

Presso il n. 2, vicino all'angolo con via Ghibellina, si trova un affresco staccato con un Cristo crocifisso (la cui presenza motiva la titolazione della strada) di un ignoto pittore fiorentino della prima metà del Seicento, danneggiato dall'alluvione del novembre 1966, staccato nel 1971 e quindi restaurato nel 2004 a cura dell'Ente Cassa di Risparmio di Firenze e della proprietà.